# ASCTE
ASCTE (  Alabama School of Cyber Technology and Engineering  )는 미국의 앨라배마주의 헌츠빌이라는 도시에 있는 주립 매그넷 고등학교이다.
신설된 과학 영재 과학고로 컴퓨터와 사이버 교육 인재를 발굴하기 위해, 수업료와 기숙사가 무료로 제공되는 Alabama School of Cyber Technology and Engineering ( ASCTE )가 최근에 신설되어 있으며, 신설 당시에 페이스북( facebook )이 기부를 했고, 현재도 계속 Raytheon (미사일 방산업체), Northrop Grumman ( 노스롭 그루먼 항공기 생산업체 ), Pfizer Family Fund 화이자 계열, BAE, Siemens 지멘스 등 세계적인 많은 수의 기업이 학교에 기부 행렬중에 있다.
참고로 학교가 있는 도시인 헌츠빌지역 ( 메디슨 카운티내에 메디슨 시, 헌츠빌 시 가 있다 )
헌츠빌 옆동네의 메디슨 시도 헌츠빌 시와 같은 생활권으로 교육이 메디슨시의경우 앨라배마의 탑이다. 
앨라배마의 탑인것뿐 아니라,
오히려 타주의 뛰어나 교육도시와 비교해도 될정도로 학생들의 SAT, ACT 성적 평균이 높고 또한 고득점자가 많다. 
물론 이유는 발에 채이는게 박사인 동네 특성상 교육열이 높을수밖에 없다.